# Heimatbund d'Alsace-Lorraine
 (septembre 2017).
Le Heimatbund d'Alsace-Lorraine,(Elsass-Lothringische Heimatbund en allemand), fondé le 24 mai 1926 à Strasbourg, était l’une des plus importantes institutions du mouvement autonomiste alsacien-lorrain de l’entre-deux-guerres. L'objectif du Heimatbund (alliance patriotique) était l'autonomie de l'Alsace et de la Lorraine, dans le cadre de la République française, ainsi que la protection de la langue allemande. Son président fondateur fut le Dr Eugène Ricklin, l'ancien président de la deuxième Chambre du Parlement du Reichsland d'Alsace-Lorraine, et son secrétaire général, Jean Keppi.
Dans le contexte du retour de l'Alsace à la France de fin 1918, l' "éblouissement tricolore" laisse très rapidement place à un "malaise alsacien" en raison  de l'incompréhension et des maladresses subséquentes des autorités et de l'opinion publique française face à la réalité de la situation des Alsaciens-Lorrains dans le Reich, très loin de ce qu'avait laissé entrevoir la propagande d'avant et surtout pendant la Guerre. Plutôt bien intégrés dans le Reich, très majoritairement germanophones et vivant dans une région prospère, le décalage avec les images véhiculées pendant le conflit est alors total, et les maladresses de l'administration française, souhaitant intégrer le plus vite possible et avec brutalité (au minimum avec maladresse) les "provinces recouvrées" dans la République, sont nombreuses. 
Le malaise se mue en colère après la victoire du "Cartel des gauches" en 1924, lequel essaie de brusquer cette intégration, provoquant en réaction d'immenses manifestations dans toute l'Alsace, forçant le gouvernement à reculer. C'est alors que beaucoup d'Alsaciens de sensibilité différentes se décident à se rapprocher dans leur combat en faveur de l'autonomie de l'Alsace-Moselle et de la préservation des particularités régionales, au point de vue linguistique et religieux notamment.
Le Heimatbund n'était pas un Parti politique, mais voulait coordonner l'action de plusieurs partis autonomistes d'Alsace et de Lorraine. Le Heimatbund  se veut en effet la synthèse de ces différentes sensibilités, parfois très différentes, ayant pour objectif commun d'obtenir une situation d'autonomie pour l'ancien Reichland. Le mouvement a rapidement entamé une coopération avec les mouvements autonomistes corses et bretons  (Coopération avec les mouvements de A Muvra et de Breiz Atao). 
Les autorités françaises acceptent mal la situation, et se décident à la combattre farouchement, effectuant de nombreuses arrestations et interdictions de publications, ce qui accentuera paradoxalement la sympathie pour le mouvement.  
Les autonomistes alsaciens étant accusés d'être antirépublicains, séparatistes, voire partisans d'un retour de l'Alsace-Lorraine à l'Allemagne, ils bénéficient en effet d'un très large soutien dans l'opinion publique alsacienne, plusieurs d'entre eux étant même élus députés. 
Le gouvernement français fera donc brusquement arrêter les dirigeants du mouvement à la veille de Noël 1927, et fera inculper, puis juger quinze d'entre eux dans le très controversé Komplottprozess de Colmar. Les intéressés seront alors accusés d'avoir conspiré contre le gouvernement légal, lequel prétend réprimer une prétendue visée séparatiste et pangermaniste. Malgré une absence de preuves directes dans un procès qui se révèle éminemment politique, quatre des accusés seront déclarés coupables et condamnés à des peines de prison et d'interdiction de séjour pour complot contre la sûreté de l'État, tandis que les onze autres sont acquittés. Les députés condamnés seront en outre déchus de leur mandat.
Ils seront tous libérés une semaine plus tard, graciés par le Président de la République, cependant que la Chambre des députés refusera la réintégration des députés condamnés. Amnistiés en 1931, la plupart seront réélus en 1932, le mouvement autonomiste étant bien inscrit dans l'opinion, soutenu autant par les mouvements catholiques que par le parti communiste.[réf. nécessaire]
La montée puis l'accession au pouvoir du nazisme en Allemagne accentuera cependant les divisions parmi les membres du mouvement, quelques-uns éprouvant une forme de sympathie pour les idées nationales-socialistes, que d'autres se refuseront totalement à cautionner, tandis que la répression par le Gouvernement français ira en s'accentuant. L'irruption de la deuxième guerre mondiale verra donc l'occasion pour le Gouvernement d'ordonner une nouvelle vague d'arrestation et un nouveau procès se tenant à Nancy, lequel sera toutefois interrompu par les événements.
Après l'occupation allemande de la France en 1940 et l'annexion de l'Alsace-Moselle, certains autonomistes seront commutés par le biais de la Gleichschaltung à rejoindre le mouvement national-socialiste, les autorités allemandes combattant avec encore plus de force et de violence le mouvement autonomiste que ne l'avait fait la République, ce qui n'empêchera pas cette dernière d'amalgamer tous les autonomistes en collaborateurs des nazis lors de la libération. 

## Manifeste du Heimatbund
Le 7 juin 1926, le manifeste du Heimatbund fut publié en langue allemande, en première page du quotidien Der Elsässer.
Traduction française:
« C’est à une heure particulièrement grave que les soussignés s’adressent aux Alsaciens-Lorrains pour leur demander de s’occuper activement de leurs destinées. Hésiter davantage, ce serait trahir notre pays et nous rabaisser nous-mêmes car la mesure est à son comble. Depuis sept ans nous assistons, jour après jour, au spectacle écœurant d’une spoliation méthodique sur notre sol, on nous dépossède de nos droits, on oublie, on foule aux pieds les promesses solennelles qu’on nous a faites, on s’applique à ignorer nos caractéristiques ethniques et linguistiques, on se moque de nos traditions et de nos coutumes. Nous savons aujourd’hui que les fanatiques partisans de l’assimilation veulent s’attaquer au caractère, à l’âme et à la civilisation même du peuple alsacien-lorrain, sans respect aucun de la liberté de conscience et de la conviction intime des Alsaciens-Lorrains.
Dès que nous parlons de nos droits, naturels ou acquis, on nous bafoue et on nous accable de calomnies et de menaces. Nous ne supporterons désormais sous aucun prétexte cette misère. Nous avons compris que presque tous les Alsaciens-Lorrains, ceux surtout qui, au milieu des défaillances, ont su rester des Alsaciens-Lorrains conscients de leurs devoirs et de leurs droits, pensent comme nous et, se plaçant avec nous résolument au point de vue de la conscience alsacienne-lorraine et du culte du sol natal, voudraient remplacer la division qui existe actuellement, par un sentiment d’estime réciproque et les liens d’une forte solidarité. Au premier signe de ralliement ils chercheront à former ce front unique tant désiré pour empêcher, d’un effort unanime, l’oppression et la décadence de notre peuple.
Nous sommes convaincus que la sauvegarde des droits imprescriptibles et inaltérables du peuple d’Alsace-Lorraine et la réparation des torts causés à des milliers de nos concitoyens ne nous seront garantis, en la situation de minorité nationale où nous nous trouvons, que si nous obtenons l’autonomie complète dans le cadre de la France.
Cette autonomie législative et administrative trouvera son expression naturelle dans une assemblée représentative, élue par notre peuple, jouissant du droit de budget et dans un pouvoir exécutif, ayant son siège à Strasbourg. Les membres de ce dernier seront pris dans le peuple alsacien-lorrain et auront à assurer, à côté du Parlement de Paris, seul compétent pour les questions françaises d’ordre général, le contact avec l’État français.
Notre premier devoir sera la création d’un front unique par rapport à la question si délicate des convictions personnelles en matière religieuse, afin de ne pas affaiblir ou saboter notre force par des divergences d’opinion ou de parti.
C’est pourquoi nous désirons, en ce qui concerne les rapports de l’Église et de l’État et la question scolaire, le maintien de la législation actuelle, jusqu’au moment où le peuple alsacien-lorrain sera lui-même en mesure de donner à ces questions une solution définitive. Quant à la question scolaire, nous pensons qu’il appartient aux parents, de par un droit intangible, de décider du genre d’éducation qui convient à leurs enfants.
Nous demandons, en outre, que la conviction chrétienne, qui constitue la base de la vie de la forte majorité de notre population, et qui durant plus de douze siècles, a produit les éléments constitutifs de notre patrimoine alsacien-lorrain soit pleinement respectée et que loin de vouloir la détruire, on laisse, dans l’intérêt même de notre peuple, qui aspire au progrès et à la prospérité, se développer librement les forces morales qu’elle nous prodigue.
La tolérance impliquée dans ce point dans notre programme garantira dans la même mesure le respect de toute autre conviction et évitera les discordes intestines dont nos ennemis savent si bien profiter pour nous désunir, de nous dépouiller de nos droits ethniques (Heimatrechte).
Nous exigeons que la langue allemande occupe, en tant que langue maternelle de la majeure partie de notre population et langue classée parmi les premières du monde civilisé, dans la vie publique de notre pays la place qui lui revient. A l’école elle sera le point de départ, véhicule permanent de l’enseignement et matière d’enseignement. Comme telle, elle figurera au programme des examens. Dans l’administration et aux tribunaux elle sera employée simultanément et au même titre que la langue française. Notre enseignement primaire, secondaire et supérieur et toutes nos autres institutions pédagogiques et intellectuelles seront réglés et organisés non pas selon les ordres du pouvoir central de Paris, mais par notre futur Parlement, en conformité avec le caractère et la situation particulière de notre peuple et en plein accord avec les parents et le corps enseignant. Nous estimons que l’une de nos principales tâches est de cultiver le caractère régional alsacien et lorrain et de conserver à notre peuple le souvenir vivant et exact de son riche passé historique et intellectuel, afin de l’encourager à tirer de ses dispositions naturelles et de ses propres ressources le plus d’avantages et de prospérité possibles. En vertu de notre droit primordial, des principes de la justice sociale et en tenant compte de notre langue, nous insistons pour que nos compatriotes qui se sont orientés vers une carrière administrative, aient leur place dans l’Administration et la direction de ce pays. Eux seuls pourront jusque dans les plus hauts emplois, fournir le travail administratif indispensable, rendu doublement difficile par la situation particulière où nous nous trouvons. Eux seuls pourront nous affranchir enfin du poids d’une bureaucratie arriérée et de tant d’injustices qui menacent de nous étouffer. Nous exigeons en outre :
- l’autonomie complète du réseau des Chemins de fer d’Alsace-Lorraine, propriété de la population d’Alsace-Lorraine ;
- la protection de l’agriculture, de la viticulture, du commerce et de l’industrie en Alsace-Lorraine, tant dans les traités commerciaux qu’en face de la concurrence des départements de l’Intérieur ;
- la réforme du régime des impôts conformément aux principes de la justice commutative ;
- le développement de notre législation sociale, engourdie et retardée depuis des années par les efforts d’une assimilation à rebours ;
- le rétablissement de l’ancienne législation communale en l’adaptant aux conditions politiques et économiques actuelles.
Nous sommes :
- partisans enthousiastes de l’idée de paix et de collaboration internationale,
- ennemis du chauvinisme, de l’impérialisme et du militarisme sous toutes leurs formes.
Étant le sol où deux grandes civilisations se trouvent en contact ininterrompu, notre pays doit avoir sa part à l’œuvre de civilisation commune de l’Europe occidentale et centrale. Sur le terrain de ces revendications nous voulons grouper tout le peuple alsacien-lorrain dans une ligue, le Heimatbund, qui sans respect humain ni faiblesse remplira son rôle de défense et de guide.
Nous ne formerons pas de nouveau parti.
Nous ne serons qu’une organisation qui décidera les partis déjà existants à renoncer enfin à la politique d’atermoiement, de faiblesses et d’erreurs et à mener avec une énergie inlassable la lutte pour les droits et les revendications du peuple alsacien-lorrain.
Vive l’Alsace-Lorraine, consciente d’elle-même, forte et libre !
Strasbourg, le 5 juin 1926 ».

## Le Heimatbund dans le film "Les Alsaciens ou les Deux Mathildes"
En 1996, le long-métrage "Les Alsaciens ou les Deux Mathilde" (Die Elsässer en allemand) met en scène le mouvement autonomiste et le manifeste du Heimatbund. Dans la troisième partie du film (1927-1940) on peut voir la naissance du manifeste et l'arrestation d'une partie de ses adhérents.